# جون ك. لودج
جون ك. لودج (بالإنجليزية: John C. Lodge)‏ هو سياسي أمريكي، ولد في 12 أغسطس 1862 في الولايات المتحدة، وتوفي في 6 فبراير 1950 في نفس البلد. حزبياً، نشط في الحزب الجمهوري. وقد انتخب عضو مجلس نواب ميشيغان ‏ وانتخب List of mayors of Detroit ‏.